# Joan Oriol
Joan Oriol Gràcia (Cambrils, Tarragona, 5 de noviembre de 1986) es un exfutbolista y entrenador español. Jugaba de defensa y desde la temporada 2025-26 dirige al Juvenil "A" del Nàstic de Tarragona. Es hermano gemelo del también futbolista Edu Oriol.

## Trayectoria
Después de que en la temporada 2007-08 jugara cedido por el Gimnàstic de Tarragona en el C. F. Gavà (Segunda División B), en el verano siguiente se convirtió en nuevo jugador del Villarreal C. F. B, pasando directamente a formar parte de la nómina de futbolistas de futuro del club 'amarillo'. El Nàstic cobró 120 000 € por el traspaso de este futbolista de 21 años, nacido en Cambrils, y que se formó en el fútbol base de la localidad costera antes de pasar a la C. F. La Pobla de Mafumet, C. F. Reus Deportiu y el citado C. F. Gavà.
Según lo estipulado en una cláusula del contrato de renovación por tres años que firmó el jugador en 2010 con la entidad amarilla, a partir de la temporada siguiente formaría parte de la primera plantilla del equipo o, en su defecto, sería cedido a un equipo que milite en la máxima categoría del fútbol español. Sin embargo, en el verano de 2013 el Villarreal decidió no renovar su contrato y terminó fichando por el Club Atlético Osasuna.
Tras el descenso fichó gratis por el Blackpool F. C. Tras la falta de minutos decidió irse al Rapid de Bucarest.
Al finalizar la temporada quedó libre y firmó por el R. C. D. Mallorca.

## Clubes

### Como jugador
| Club                         | País       | Año       |
| ---------------------------- | ---------- | --------- |
| C. F. Pobla de Mafumet       | España     | 2005-2008 |
| C. F. Reus Deportiu (cedido) | España     | 2006-2007 |
| C. F. Gavà (cedido)          | España     | 2007-2008 |
| Villarreal C. F. "B"         | España     | 2008-2010 |
| Villarreal C. F.             | España     | 2010-2013 |
| C. A. Osasuna                | España     | 2013-2014 |
| Blackpool F. C.              | Inglaterra | 2014-2015 |
| Rapid Bucarest               | Rumania    | 2015      |
| R. C. D. Mallorca            | España     | 2015-2017 |
| Atromitos F. C.              | Grecia     | 2017-2018 |
| U. E. Cornellà               | España     | 2018      |
| Club Lleida Esportiu         | España     | 2018-2020 |
| Nàstic de Tarragona          | España     | 2020-2025 |

| Club                            | País   | Año   |
| ------------------------------- | ------ | ----- |
| Nàstic de Tarragona Juvenil "A" | España | 2025- |